# Asociación de Revistas Culturales de España
La Asociación de Revistas Culturales de España (ARCE), con sede en Madrid, es una asociación de editores de revistas de pensamiento y cultura editadas en España. Engloba, en abril de 2012, a 84 revistas.
Se constituyó en 1983 por iniciativa de los propios editores de este tipo de publicaciones. La Asociación desarrolla actividades de representación de este colectivo, programas de apoyo a la difusión de estas publicaciones y encuentros en torno a cuestiones de interés para el sector.
En cierta medida quiere actuar como lobby a favor de un sector que tiene un público minoritario. Incluye revistas de:
- Arquitectura, Urbanismo
- Arte
- Artes escénicas
- Ciencias Sociales, Filosofía
- Cine, Fotografía
- Crítica de la cultura
- Diseño
- Historia
- Literatura, Libros
- Música
- Pensamiento
- Política

Según su propia información, su actividad se centra en tres grandes ámbitos: 
- Representación institucional del sector ante terceros (Administración Pública y empresas).
- Desarrollo de actividades culturales y de formación.
- Apoyo a la difusión y promoción de las publicaciones en España y en el exterior.

La Asociación publica cada año un "Catálogo de Revistas Culturales de España", en edición bilingüe (español-inglés). Está presente en las principales ferias del libro y ha creado foros de discusión y encuentro enfocados a profundizar en el conocimiento de los problemas y retos a los que se enfrentan los editores de revistas de pensamiento y cultura. En este sentido, destaca la organización anual del Encuentro de Revistas Culturales de España.